# Jeunesse triomphante (film, 1928)
Pour les articles homonymes, voir Jeunesse triomphante.
Pour la sculpture de Rodin, voir La Jeunesse triomphante.
Pour plus de détails, voir Fiche technique et Distribution.
Jeunesse triomphante (Drums of Love) est un film américain réalisé par D. W. Griffith, sorti en 1928.

## Fiche technique
- Titre original : Drums of Love
- Titre français : Jeunesse triomphante
- Réalisation : D. W. Griffith
- Scénario : Gerrit J. Lloyd, inspiré de la vie de Francesca da Rimini
- Décors : William Cameron Menzies
- Photographie : G. W. Bitzer, Harry Jackson et Karl Struss
- Pays de production :  États-Unis
- Langue : film muet avec les intertitres en français
- Format : Noir et blanc — 35 mm — 1,37:1 — Muet
- Genre : drame
- Date de sortie : 
  - États-Unis : 24 janvier 1928

## Distribution
- Mary Philbin : la Princesse Emanuella
- Lionel Barrymore : le Duc Cathos de Alvia
- Don Alvarado : le Comte Leonardo de Alvia
- Tully Marshall : Bopi, le bouffon
- William Austin : Raymond de Boston
- Eugenie Besserer : la Duchesse de Alvia
- Charles Hill Mailes : le Duc de Granada